# Morena Tartagni
Morena Tartagni (Predappio, Forlì-Cesena, Italia; 21 de septiembre de 1949) es una exciclista italiana de pista y ruta, ganadora de tres medallas en los Campeonatos Mundiales.

## Medallero internacional
| Campeonato Mundial | Campeonato Mundial | Campeonato Mundial | Campeonato Mundial |
| Año                | Lugar              | Medalla            | Competición        |
| ------------------ | ------------------ | ------------------ | ------------------ |
| 1968               | Imola              | Medalla de bronce  | Ruta élite         |
| 1970               | Leicester          | Medalla de plata   | Ruta élite         |
| 1971               | Mendrisio          | Medalla de plata   | Ruta élite         |

- Datos: Q1328331
- Multimedia: Morena Tartagni / Q1328331